# James Garner
James Garner, właśc. James Scott Baumgarner (ur. 7 kwietnia 1928 w Norman, zm. 19 lipca 2014 w Los Angeles) – amerykański aktor filmowy i telewizyjny oraz producent. Laureat trzech Złotych Globów, dwóch nagród Emmy, Nagrody Gildii Aktorów Ekranowych, dwóch People’s Choice Award i dwóch nagród Bambi. Nominowany do Oscara za pierwszoplanową rolę w filmie Romans Murphy’ego (1985).
8 lutego 1960 otrzymał własną gwiazdę w Alei Gwiazd w Los Angeles znajdującą się przy 6927 Hollywood Boulevard.

## Życiorys
Urodził się w Norman w stanie Oklahoma w rodzinie metodystów jako najmłodszy z trzech synów Mildred Scott (z domu Meek) i Weldona Warrena „Billa” Bumgarnerów. Miał dwóch starszych braci − Charlesa Warrena (1924–1984) i Jacka (1926–2011). Jego matka była w połowie Czirokezką, a ojciec miał pochodzenie niemieckie. Jego matka zmarła w 1933, pięć lat po jego narodzinach. Po śmierci matki Garner i jego bracia zostali wysłani, aby zamieszkać z krewnymi. W 1934 ojciec Jamesa ponownie ożenił się z Wilmą Risinger. Drugie małżeństwo ojca rozpadło się w 1943.
James Garner uczęszczał do Wilson Elementary School, Norman Junior High i Norman High School (Norman Public Schools). W wieku 16 lat postanowił wstąpić do United States Merchant Marine, jednak został szybko zwolniony z powodu choroby lokomocyjnej. Po II wojnie światowej Garner przeprowadził się do Los Angeles, gdzie zamieszkał ze swoim ojcem i zapisał się do Hollywood High School, gdzie został wybrany najpopularniejszym uczniem. W 1948 ojciec po raz trzeci ożenił się z Grace Davey. Po ukończeniu szkoły Garner wstąpił do Gwardii Narodowej. Wraz z armią został wysłany na 14 miesięcy na Półwysep Koreański, gdzie trwała wojna. Podczas walk został ranny, później za to otrzymał Purpurowe Serce.
W 1954 Paul Gregory, przyjaciel Garnera, którego poznał podczas nauki w Hollywood High School, namówił go do występu na Broadwayu w roli członka Trybunału i porucznika Stephena Maryki w przedstawieniu Hermana Wouka Bunt przed sądem wojennym u boku Henry’ego Fondy. Wziął udział w reklamach telewizyjnych. W 1955 Garner był brany pod uwagę do głównej roli kowboja Cheyenne’a Bodiego w serialu westernowym ABC/Warner Bros. Cheyenne, którą ostatecznie otrzymał Clint Walker, a Garner pojawił się gościnnie w czterech odcinkach Cheyenne (1955−1957). Wystąpił w odcinku serialu ABC Warner Brothers Presents (1956) − pt. „Eksplozja” („Explosion”) z Charlesem Bronsonem. Jego pierwsze role kinowe to podpułkownik Joe Craven w melodramacie wojennym Mervyna LeRoya Ku nieznanemu (Toward the Unknown, 1956) i Preston w komediodramacie Davida Butlera Dziewczyna, którą zostawił (The Girl He Left Behind, 1956).
Po występie w niewielkiej roli sierżanta Johna Maitlanda w westernie Shoot−Out at Medicine Bend (1957), powiedział: „Zawsze fajnie było pracować z reżyserem Richardem Lelandem „Dickiem” Bare, a odtwórca głównej roli Randolph Scott był starym wyjadaczem, ale film nie jest wart ani grosza”. Przełomem w karierze kinowej okazała się rola kapitana United States Marine Corps Mike’a Baileya w melodramacie Joshuy Logana Sayonara (1957), gdzie partnerował Marlonowi Brando i Miyoshi Umeki, za którą został uhonorowany Złotym Globem dla najbardziej obiecującego nowicjusza. Ponadto film otrzymał cztery Oscary i sześć nominacji.
Od 22 września 1957 do 1 kwietnia 1962 grał postać profesjonalnego gracza w pokera na Dzikim Zachodzie w serialu ABC Maverick, za którą był nominowany do nagrody Emmy dla najlepszego aktora pierwszoplanowego w serialu dramatycznym. Za rolę Henry’ego Tyroona w komedii Szwindel (The Wheeler Dealers, 1963) z Lee Remick zdobył nominację do Złotego Globu dla najlepszego aktora w filmie komediowym lub musicalu. Wystąpił jako dr Joe Cardin w dramacie Williama Wylera Niewiniątka (The Children’s Hour, 1961) z Audrey Hepburn i Shirley MacLaine, kapitan RAF Bob Hendley „Zbieracz” w dramacie wojennym Johna Sturgesa Wielka ucieczka (The Great Escape, 1963) z Steve’em McQueenem i Richardem Attenborough, dr Gerald Boyer w komedii romantycznej Normana Jewisona A to historia (The Thrill of It All, 1963) z Doris Day i porucznik Charles E. Madison w czarnej komedii Arthura Hillera Amerykanizacja Emily (The Americanization of Emily, 1964) z Julie Andrews i Melvynem Douglasem.
Od 27 marca 1974 do 10 stycznia 1980 występował w roli prywatnego detektywa Jamesa Scotta Rockforda w serialu kryminalnym NBC Prywatny detektyw Jim Rockford (The Rockford Files), za którą był nominowany do trzykrotnie Złotego Globu dla najlepszego aktora w serialu dramatycznym (1978, 1979, 1980) i pięciokrotnie do nagrody Emmy dla najlepszego aktora w serialu dramatycznym (1976, 1977, 1978, 1979, 1980). W musicalu Blake’a Edwardsa Victor/Victoria (1982) z Julie Andrews i Lesley Ann Warren został obsadzony w roli gangstera z Chicago Kinga Marchanda. Kreacja Murphy’ego Jonesa, ekscentrycznego wdowca w komedii romantycznej Martina Ritta Romans Murphy’ego (Murphy’s Romance, 1985) z Sally Field przyniosła mu nominację do Oscara dla najlepszego aktora pierwszoplanowego i Złotego Globu dla najlepszego aktora w filmie komediowym lub musicalu.
W westernie komediowym Richarda Donnera Maverick (1994) z Melem Gibsonem i Jodie Foster zagrał szeryfa Zane’a Coopera, a w melodramacie Nicholasa Sparksa Pamiętnik (The Notebook, 2004) z Geną Rowlands wystąpił w roli starszego Noaha Calhouna.

## Życie prywatne
Swoją żonę Lois Clarke poślubił 17 sierpnia 1956 po zaledwie 14 dniach znajomości. Pozostali małżeństwem do śmierci Garnera. Mieli jedną córkę Gretę oraz Kimberly (córka Clarke z pierwszego małżeństwa).
21 kwietnia 2006 w jego rodzinnym mieście został odsłonięty pomnik aktora, wykonany z brązu.
Po tym gdy w maju 2008 przeszedł rozległy zawał serca wycofał się z życia publicznego. Zmarł nagle 19 lipca 2014 w swoim domu w Los Angeles w wieku 86 lat.

## Wybrana filmografia
- Sayonara (1957) jako kpt. Mike Bailey
- Cash McCall (1960) jako Cash McCall
- Niewiniątka (1961) jako dr Joe Cardin
- Chłopcy wychodzą na noc (1962) jako Fred Williams
- A to historia (1963) jako dr Gerald Boyer
- Posuń się kochanie (1963) jako Nick Arden
- Wielka ucieczka (1963) jako porucznik Bob Hendley „The Scrounger”
- Amerykanizacja Emily (1964) jako Charles Madison
- Sztuka miłości (1965) jako Casey Barnett
- 36 godzin (1965) jako mjr Jefferson F. Pike
- Pojedynek w Diablo (1966) jako Jess Remsberg
- Grand Prix (1966) jako Pete Aron
- Godzina ognia (1967) jako Wyatt Earp
- Popierajcie swego szeryfa (1969) jako szeryf Jason McMcCullough
- Marlowe (1969) jako Philip Marlowe
- Człowiek zwany Młotem (1970) jako Luther Sledge
- Popierajcie swego rewolwerowca (1971) jako Latigo Smith
- Zdrowie (1980) jako Harry Wolff
- Wielbiciel (1981) jako Jake Berman
- Victor/Victoria (1982) jako King Marchand
- Czołg (1984) jako sierż. Zack Carey
- Romans Murphy’ego (1985) jako Murphy Jones
- Zachód słońca (1988) jako Wyatt Earp
- Nazywam się Bill W. (1989) jako Robert Holbrook Smith „Dr Bob”
- Fałszywy senator (1992) jako Jeff Johnson
- Uprowadzenie (1993) jako porucznik Frank Watters
- Rekiny Manhattanu (1993) jako F. Ross Johnson
- Maverick (1994) jako szeryf Zane Cooper
- Obywatele prezydenci (1996) jako Matt Douglas
- Śmiertelna cisza (1997) jako John Potter
- Półmrok (1998) jako Raymond Hope
- Niezwykły wieczór (1999) jako Robert Woodward
- Kosmiczni kowboje (2000) jako „Tank” Sullivan
- Atlantyda. Zaginiony ląd (2001) − kpt. Lyle Tiberius Rourke (głos)
- Boskie sekrety siostrzanego stowarzyszenia Ya-Ya (2002) jako Shepherd James "Shep" Walker
- 8 prostych zasad (2002-05; serial TV) jako Jim Egan
- Pamiętnik (2004) jako „Duke” (stary Noah Calhoun)
- Bezcenny dar (2006) jako Howard „Red” Stevens
- Terra (2007) − Doron (głos)

## Nagrody
| Rok  | Nagroda                           | Kategoria                                             | Film / Serial                         |
| ---- | --------------------------------- | ----------------------------------------------------- | ------------------------------------- |
| 1958 | Złoty Glob                        | Nowa gwiazda roku – aktor w filmie fabularnym         | Sayonara (1957)                       |
| 1977 | Nagroda Emmy                      | Najlepszy aktor w serialu dramatycznym                | Prywatny detektyw Jim Rockford (1976) |
| 1977 | Bambi                             | Międzynarodowy serial telewizyjny                     | Prywatny detektyw Jim Rockford (1976) |
| 1978 | People’s Choice Award             | Ulubiony wykonawca telewizyjny                        | —                                     |
| 1982 | People’s Choice Award             | Ulubiony wykonawca w nowym serialu telewizyjnym       | —                                     |
| 1987 | Nagroda Emmy                      | Wybitny występ specjalny w dramacie lub komedii       | Obietnica (TV, 1986)                  |
| 1991 | Złoty Glob                        | Najlepszy aktor w miniserialu lub filmie telewizyjnym | Decoration Day (TV, 1990)             |
| 1994 | Złoty Glob                        | Najlepszy aktor w miniserialu lub filmie telewizyjnym | Rekiny Manhattanu (TV, 1993)          |
| 1999 | Bambi                             | Nagroda honorowa za całokształt twórczości            | —                                     |
| 2005 | Nagroda Gildii Aktorów Ekranowych | Nagroda honorowa za całokształt twórczości            | —                                     |